# AGESA
AGESA, 즉 AMD 제네릭 캡슐화 소프트웨어 아키텍처(AMD Generic Encapsulated Software Architecture)는 AMD가 개발한 절차 라이브러리로, AMD64 아키텍처를 사용하는 메인보드에서 플랫폼 초기화 (PI)를 수행하는 데 사용된다. 이러한 메인보드의 바이오스의 일부인 AGESA는 CPU 코어, 칩셋, 주 메모리 및 하이퍼트랜스포트 컨트롤러의 초기화를 담당한다.

## 역사
AGESA는 PC의 독점 바이오스를 대체하려는 프로젝트인 코어부트 개발을 돕기 위해 2011년 초에 오픈 소스로 공개되었다. 그러나 이러한 릴리스는 이후 중단되면서 AMD의 패밀리 15h를 넘어 코어부트 개발의 기반이 되지 못했다.
AGESA는 AMD가 미래를 대비하여 설계한 AM4 플랫폼과 특히 관련성이 높아졌으며, 2019년 5월 현재 젠 아키텍처 기반의 세 가지 다른 세대의 CPU의 기반이 되었다. 이들 각 세대마다 AGESA 코드의 새로운 브랜치가 출시되었다. AGESA 버전 관리는 이 세 가지 릴리스 각각에 대해 별도로 실행되는 경우가 많으므로, 한 세대에서 다음 세대로 넘어갈 때 버전 번호의 퇴행이 발생할 수밖에 없다.
"서밋 PI"라는 이름의 첫 번째 버전은 2017년 2월에 출시되었다. 이 버전은 1세대 젠 칩을 대상으로 했으며, 버전 1.0.0.4로 시작했다. 2017년 10월, 서밋 PI가 버전 1.0.0.7에 도달했을 때, 이 브랜치는 "레이븐 PI"로 이름이 변경되었고(버전 번호는 초기화되지 않았다), 레이븐 릿지 APU를 지원하는 AGESA의 첫 번째 버전으로 출시되었다.
젠+으로 알려진 젠의 2세대를 지원하는 두 번째 버전은 라이젠 프로세서의 코드명인 피나클 릿지를 따서 "피나클 PI"라고 명명되었다. 이 버전은 2018년 2월에 초기 버전 1.0.0.0a로 출시되었다.
그리고 2019년 3월, "콤보AM4 PI"라는 이름의 세 번째 AGESA 버전이 버전 0.0.7.0으로 출시되어 젠 2 기반 프로세서에 대한 지원을 도입했다.
"ComboAM4v2"는 젠 3 기반 프로세서를 지원하며, "ComboAM5PI"는 AM5 메인보드에서 젠 4 기반 프로세서를 지원한다.
sWRX8 플랫폼용 "ChagallWS PI"는 차갈 아키텍처 기반의 스레드리퍼 프로 프로세서를 지원한다.
2023년 4월, AMD는 노후화된 AGESA 코드베이스를 새로운 오픈 소스 펌웨어인 "AMD openSIL"로 교체할 계획을 발표했다. 새 펌웨어는 2026년까지 준비될 것으로 예상된다.

## 버전 역사
| 이름        | 마이크로아키텍처 | 버전            | 릴리스 노트                                                                 | 릴리스 날짜 |
| ----------- | ---------------- | --------------- | --------------------------------------------------------------------------- | ----------- |
| ComboAM5PI  | 젠 5 젠 4        | 1.2.0.3c        | 보안 수정 (AMD-SB-7033, "젠5" 프로세서 영향 받는 제품으로 추가)             | 2025년 3월  |
| ComboAM5PI  | 젠 5 젠 4        | 1.2.0.3a 패치 A | X870 및 B850 메인보드에서 단일 및 이중 랭크 메모리 호환성 개선              | 2025년 3월  |
| ComboAM5PI  | 젠 5 젠 4        | 1.2.0.3         | 시스템 성능 개선, 보안 수정 (CPU 마이크로코드 서명 검증 취약점 AMD-SB-7033) | 2025년 1월  |
| ComboAM5PI  | 젠 5 젠 4        | 1.2.0.2b        | 보안 수정 (SMM 취약점 AMD-SB-7027)                                          | 2024년 11월 |
| ComboAM5PI  | 젠 5 젠 4        | 1.2.0.2         | 코어 간 지연 시간 감소                                                      | 2024년 9월  |
| ComboAM5PI  | 젠 5 젠 4        | 1.2.0.1         | 보안 취약점 수정 (AMD-SB-7014)                                              | 2024년 8월  |
| ComboAM5PI  | 젠 5 젠 4        | 1.2.0.0a        | 성능, 버그 수정                                                             | 2024년 6월  |
| FireRangePi | 젠 5 젠 4        | 1.1.7.0 패치 A  | 라이젠 9000 지원                                                            | 2024년 4월  |
| ComboAM5PI  | 젠 4             | 1.1.0.2         | 보안 취약점 수정 (AMD-SB-4008)                                              | 2024년 1월  |
| ComboAM5PI  | 젠 4             | 1.1.0.1         | 보안 취약점 수정 (LogoFAIL)                                                 | 2024년 1월  |
| ComboAM5PI  | 젠 4             | 1.1.0.0         | 버그 수정                                                                   | 2023년 12월 |
| ComboAM5PI  | 젠 4             | 1.0.9.0         | USB 3.0 관련 버그 수정                                                      | 2023년 11월 |
| ComboAM5PI  | 젠 4             | 1.0.8.0         | 피닉스 지원, 보안 수정 (Inception)                                          | 2023년 10월 |
| ComboAM5PI  | 젠 4             | 1.0.0.7c        | 특정 RAM 부팅 문제 수정                                                     | 2023년 8월  |
| ComboAM5PI  | 젠 4             | 1.0.0.7         | SoC 전압을 최대 1.3볼트로 제한                                              | 2023년 5월  |
| ComboAM5PI  | 젠 4             | 1.0.0.6         | 버그 수정                                                                   | 2023년 4월  |
| ComboAM5PI  | 젠 4             | 1.0.0.5 패치 C  | 라이젠 7000X3D 지원                                                         | 2023년 3월  |
| ComboAM5PI  | 젠 4             | 1.0.0.4         | 65와트 라이젠 7000 지원                                                     | 2023년 1월  |
| ComboAM5PI  | 젠 4             | 1.0.0.3 패치 A  | 지포스 RTX 40 시리즈 GPU 호환성 개선, AMD 라이젠 마스터 유틸리티 최적화     | 2022년 9월  |
| ComboAM5PI  | 젠 4             | 1.0.0.3         | 최적화된 시스템 설정                                                        | 2022년 9월  |
| ComboAM5PI  | 젠 4             | 1.0.0.2         | 최적화된 시스템 안정성                                                      | 2022년 9월  |
| ComboAM5PI  | 젠 4             | 1.0.0.1 패치 H  | RAM 호환성 개선                                                             | 2022년 9월  |

| 이름           | 마이크로아키텍처           | 버전        | 노트                                                                 | 날짜        |
| -------------- | -------------------------- | ----------- | -------------------------------------------------------------------- | ----------- |
| Combo-AM4v2    | 젠 3 젠 2 젠+ 젠           | 1.2.0.E     | 보안 수정 (CPU 마이크로코드 서명 검증 취약점 AMD-SB-7033)            | 2025년 1월  |
| Combo-AM4v2    | 젠 3 젠 2 젠+ 젠           | 1.2.0.D     | 보안 수정 (SMM 취약점 AMD-SB-7027)                                   | 2024년 11월 |
| Combo-AM4v2    | 젠 3 젠 2 젠+ 젠           | 1.2.0.Cc    | 라이젠 3000의 보안 수정 (Sinkclose/SMM 락 바이패스)                  | 2024년 9월  |
| Combo-AM4v2    | 젠 3 젠 2 젠+ 젠           | 1.2.0.Cb    | 라이젠 4000/5000의 보안 수정 (Sinkclose/SMM 락 바이패스 AMD-SB-7014) | 2024년 8월  |
| Combo-AM4v2    | 젠 3 젠 2 젠+ 젠           | 1.2.0.Ca    | 라이젠 4000G 르누아르 보안 수정 (AMD-SB-7008, AMD-SB-4008)           | 2024년 4월  |
| Combo-AM4v2    | 젠 3 젠 2 젠+ 젠           | 1.2.0.C     | 보안 수정 (LogoFAIL)                                                 | 2024년 3월  |
| Combo-AM4v2    | 젠 3 젠 2 젠+ 젠           | 1.2.0.B     | 보안 수정 (Inception)                                                | 2023년 9월  |
| Combo-AM4v2    | 젠 3 젠 2 젠+ 젠           | 1.2.0.A     | 보안 수정                                                            | 2023년 4월  |
| Combo-AM4v2    | 젠 3 젠 2 젠+ 젠           | 1.2.0.8     | 라이젠 5000 세잔 보안 수정                                           | 2023년 1월  |
| Combo-AM4v2    | 젠 3 젠 2 젠+ 젠           | 1.2.0.7     | 300 칩셋 세잔 지원                                                   | 2022년 4월  |
| Combo-AM4v2    | 젠 3 젠 2 젠+ 젠           | 1.2.0.6b    | 라이젠 5800X3D 지원                                                  | 2022년 3월  |
| Combo-AM4v2    | 젠 3 젠 2 젠+ 젠           | 1.2.0.5     | 안정성 수정                                                          | 2021년 12월 |
| Combo-AM4v2    | 젠 3 젠 2 젠+ 젠           | 1.2.0.3c    | 300 칩셋 라이젠 5000 베르메르, 라이젠 4000G 르누아르 지원            | 2021년 10월 |
| Combo-AM4v2    | 젠 3 젠 2 젠+ 젠           | 1.2.0.2     | 안정성 수정                                                          | 2021년 3월  |
| Combo-AM4v2    | 젠 3 젠 2 젠+ 젠           | 1.2.0.1     | 안정성 수정                                                          | 2021년 2월  |
| Combo-AM4v2    | 젠 3 젠 2 젠+ 젠           | 1.2.0.0     | 400 칩셋 베르메르, 르누아르, 세잔 지원                               | 2021년 1월  |
| Combo-AM4v2    | 젠 3 젠 2 젠+ 젠           | 1.1.9.0     | 언더볼팅 및 오버클럭을 위한 커브 옵티마이저                          | 2021년 1월  |
| Combo-AM4v2    | 젠 3 젠 2 젠+ 젠           | 1.1.0.0d    | 400 칩셋 지원                                                        | 2020년 12월 |
| Combo-AM4v2    | 젠 3 젠 2 젠+ 젠           | 1.1.0.0c    | 안정성 수정                                                          | 2020년 11월 |
| Combo-AM4v2    | 젠 3 젠 2 젠+ 젠           | 1.1.0.0     | 안정성 수정                                                          | 2020년 9월  |
| Combo-AM4v2    | 젠 3 젠 2 젠+ 젠           | 1.0.8.1     | 안정성 수정                                                          | 2020년 9월  |
| Combo-AM4v2    | 젠 3 젠 2 젠+ 젠           | 1.0.8.0     | 500 칩셋 베르메르 지원                                               | 2020년 8월  |
| Combo-AM4v2    | 젠 3 젠 2 젠+ 젠           | 1.0.0.2     | B550 칩셋, 라이젠 3000 마티스 XT, 르누아르 지원                      | 2020년 6월  |
| Combo-AM4      | 젠 2 젠+ 젠 (엑스카베이터) | 1.0.0.6     | 안정성 수정                                                          | 2020년 6월  |
| Combo-AM4      | 젠 2 젠+ 젠 (엑스카베이터) | 1.0.0.5     | 안정성 수정                                                          | 2020년 4월  |
| Combo-AM4      | 젠 2 젠+ 젠 (엑스카베이터) | 1.0.0.4b    | 라이젠 9 3950X, 젠 및 젠+ 지원                                       | 2019년 11월 |
| Combo-AM4      | 젠 2 젠+ 젠 (엑스카베이터) | 1.0.0.3abba | 안정성 수정                                                          | 2019년 9월  |
| Combo-AM4      | 젠 2 젠+ 젠 (엑스카베이터) | 1.0.0.3abb  | 안정성 수정                                                          | 2019년 8월  |
| Combo-AM4      | 젠 2 젠+ 젠 (엑스카베이터) | 1.0.0.3aba  | 안정성 수정                                                          |             |
| Combo-AM4      | 젠 2 젠+ 젠 (엑스카베이터) | 1.0.0.3ab   | 안정성 수정                                                          |             |
| Combo-AM4      | 젠 2 젠+ 젠 (엑스카베이터) | 1.0.0.3a    | 안정성 수정                                                          |             |
| Combo-AM4      | 젠 2 젠+ 젠 (엑스카베이터) | 1.0.0.3     | 안정성 수정                                                          |             |
| Combo-AM4      | 젠 2 젠+ 젠 (엑스카베이터) | 1.0.0.2     | 안정성 수정                                                          |             |
| Combo-AM4      | 젠 2 젠+ 젠 (엑스카베이터) | 1.0.0.1     | 마티스 전체 지원                                                     |             |
| Combo-AM4      | 젠 2 젠+ 젠 (엑스카베이터) | 0.0.7.2     | 라이젠 3000G 피카소 지원, 마티스 예비 지원                           | 2019년 3월  |
| PinnaclePI-AM4 | 젠+ 젠 엑스카베이터        | 1.0.0.6     |                                                                      | 2018년 12월 |
| PinnaclePI-AM4 | 젠+ 젠 엑스카베이터        | 1.0.0.4     |                                                                      | 2018년 8월  |
| PinnaclePI-AM4 | 젠+ 젠 엑스카베이터        | 1.0.0.2a    |                                                                      | 2018년 6월  |
| PinnaclePI-AM4 | 젠+ 젠 엑스카베이터        | 1.0.0.2     |                                                                      | 2018년 6월  |
| PinnaclePI-AM4 | 젠+ 젠 엑스카베이터        | 1.0.0.1a    |                                                                      | 2018년 3월  |
| SummitPI-AM4   | 젠 엑스카베이터            | 1.0.0.6b    |                                                                      | 2017년 9월  |
| SummitPI-AM4   | 젠 엑스카베이터            | 1.0.0.6a    |                                                                      | 2017년 7월  |
| SummitPI-AM4   | 젠 엑스카베이터            | 1.0.0.6     | 최대 4000MT/s의 DDR4 SDRAM 지원                                      | 2017년 5월  |
| SummitPI-AM4   | 젠 엑스카베이터            | 1.0.0.4a    |                                                                      | 2017년 4월  |

## 같이 보기
- 부트스트래핑 (컴퓨팅)
- 코어부트
- 메모리 레퍼런스 코드